# Nagrada "Bulcsú László"
Nagrada "Bulcsú László", nagrada je koja se od 2017. godine dodjeljuje za filologiju. Nagrada je nazvana u čast hrvatskoga jezikoslovca, prevoditelja i informatologa Bulcsúa Lászla. 
Nagradu je utemeljilo i dodjeljuje ju Hrvatsko filološko društvo a prvu nagradu 2017. godine dobio je akademik Radoslav Katičić. Nagrada se dodjeljuje svake dvije godine, na Danima Bulcsúa Lászlóa.

## Dobitnici
- 2017.: Radoslav Katičić
- 2019.: Ranko Matasović[4]